# NGC 7320

NGC 7320是飛馬座的一個螺旋星系，是史蒂芬五重星系的成員之一，距離地球4000萬光年（前景星系），但其他的成員卻距離地球3亿光年。